# 千倉駅
千倉駅（ちくらえき）は、千葉県南房総市千倉町瀬戸にある、東日本旅客鉄道（JR東日本）内房線の駅である。千葉県及び関東地方の最南端に位置する駅である。

## 歴史
- 1921年（大正10年）6月1日：鉄道省の駅として開設[1]。
- 1974年（昭和49年）
  - 4月21日：みどりの窓口営業開始[3][4]。
  - 10月1日：貨物取扱廃止[5]。
- 1985年（昭和60年）3月14日：荷物扱い廃止[5]。
- 1987年（昭和62年）4月1日：国鉄分割民営化に伴い、東日本旅客鉄道（JR東日本）の駅となる[1]。
- 2007年（平成19年）
  - 1月：当駅の合築駅新築工事開始[6]。
  - 8月9日：当駅の合築駅及び観光案内所一般供用開始[6]。
  - 12月27日：市道駅前線道路改良工事及び排水整備工事開始。
- 2008年（平成20年）5月30日：市道駅前線道路改良工事及び排水整備工事終了。
- 2009年（平成21年）3月14日：ICカード「Suica」の利用が可能となる[7]。東京近郊区間に組込まれる[7]。
- 2015年（平成27年）10月20日：業務委託駅化[8]。
- 2016年（平成28年）3月1日：みどりの窓口の営業終了[8]。

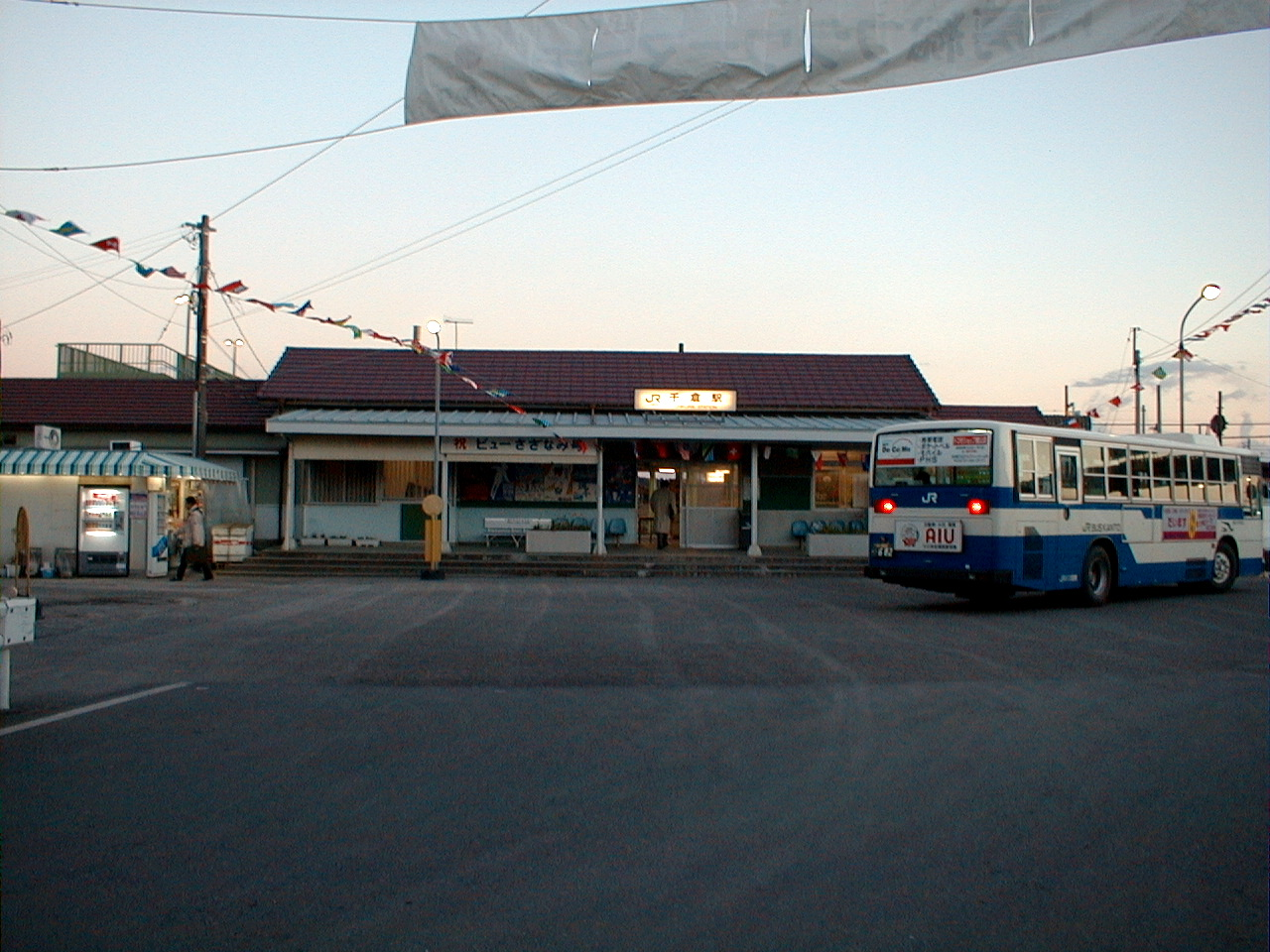
改築前の駅舎（1999年2月）
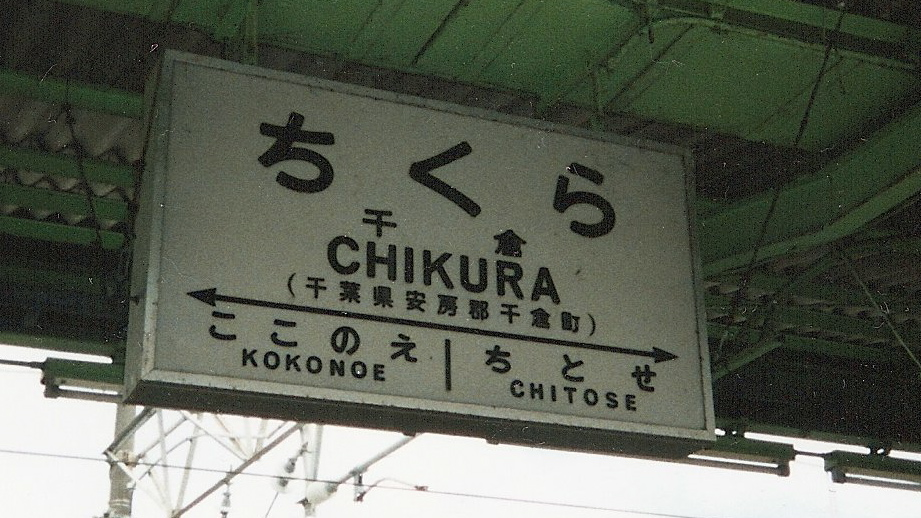
改築前の駅名標（1999年8月）
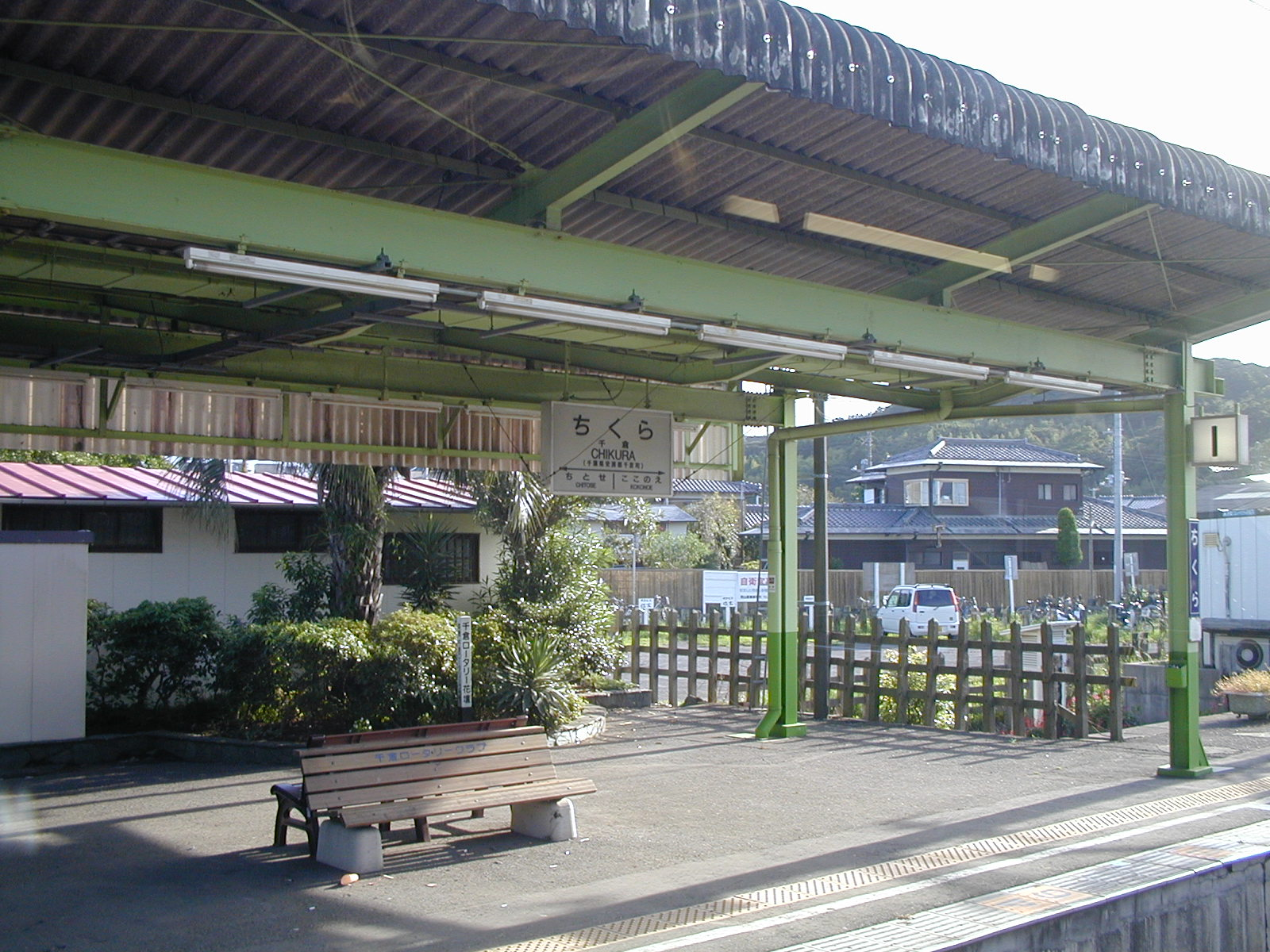
改築前の駅ホーム（2000年9月）
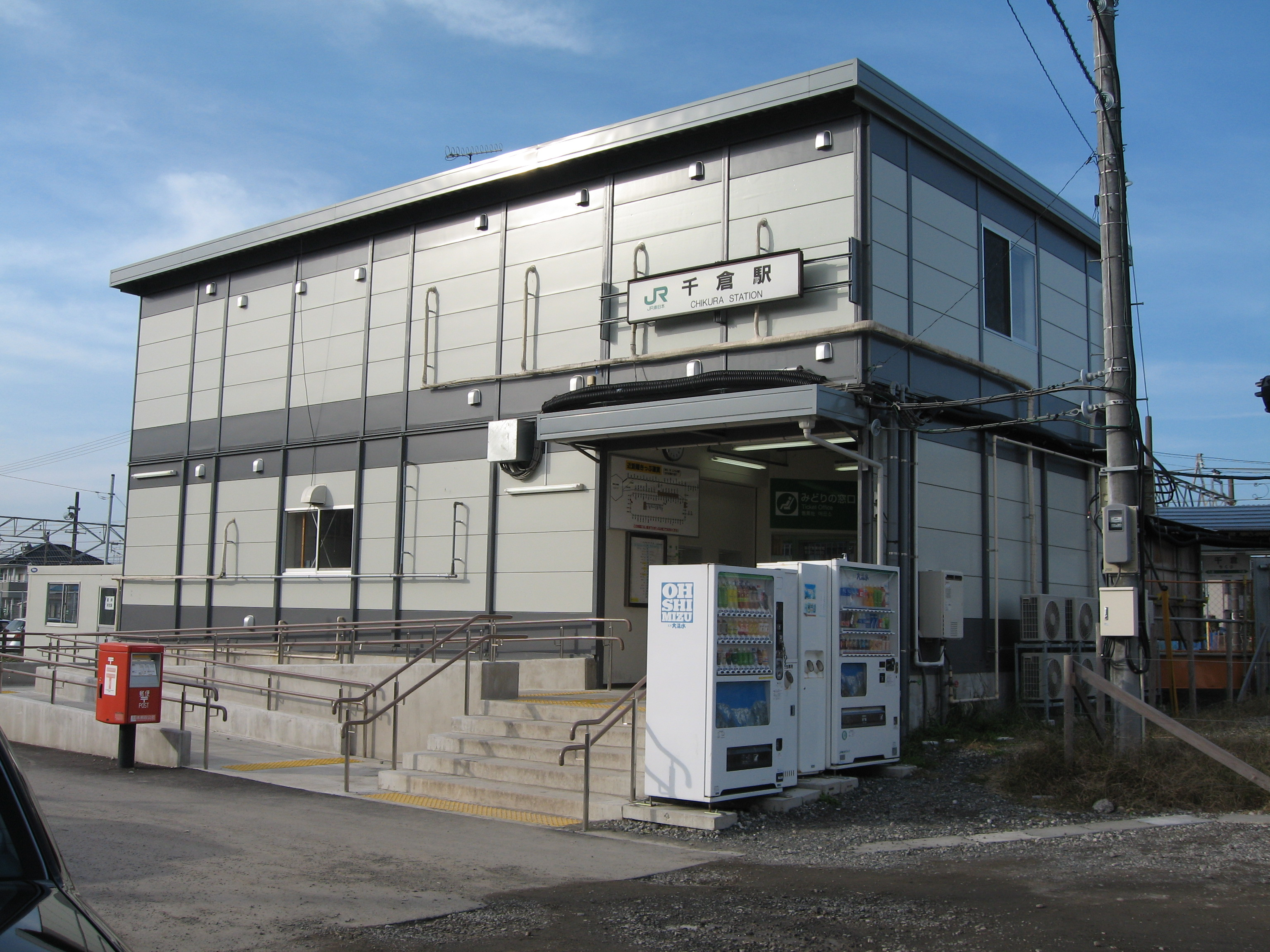
改築に伴う仮設駅舎（2006年11月）

## 駅構造
単式ホーム1面1線と島式ホーム1面2線、計2面3線を有する地上駅である。3番線の山側に留置線が1本ある。互いのホームは跨線橋で連絡している。
木更津統括センター（館山駅）が管理し、JR東日本ステーションサービスが受託する業務委託駅である。自動券売機、簡易Suica改札機が設置されている。
以前は木造平屋建て駅舎であったが、2007年（平成19年）8月9日に観光案内所を併設した新駅舎の供用が開始された。駅前広場の整備は完了している。
2010年（平成22年）2月10日より、外房線PRC型自動放送（路線上は内房線であるが外房線CTC管轄）が導入された。

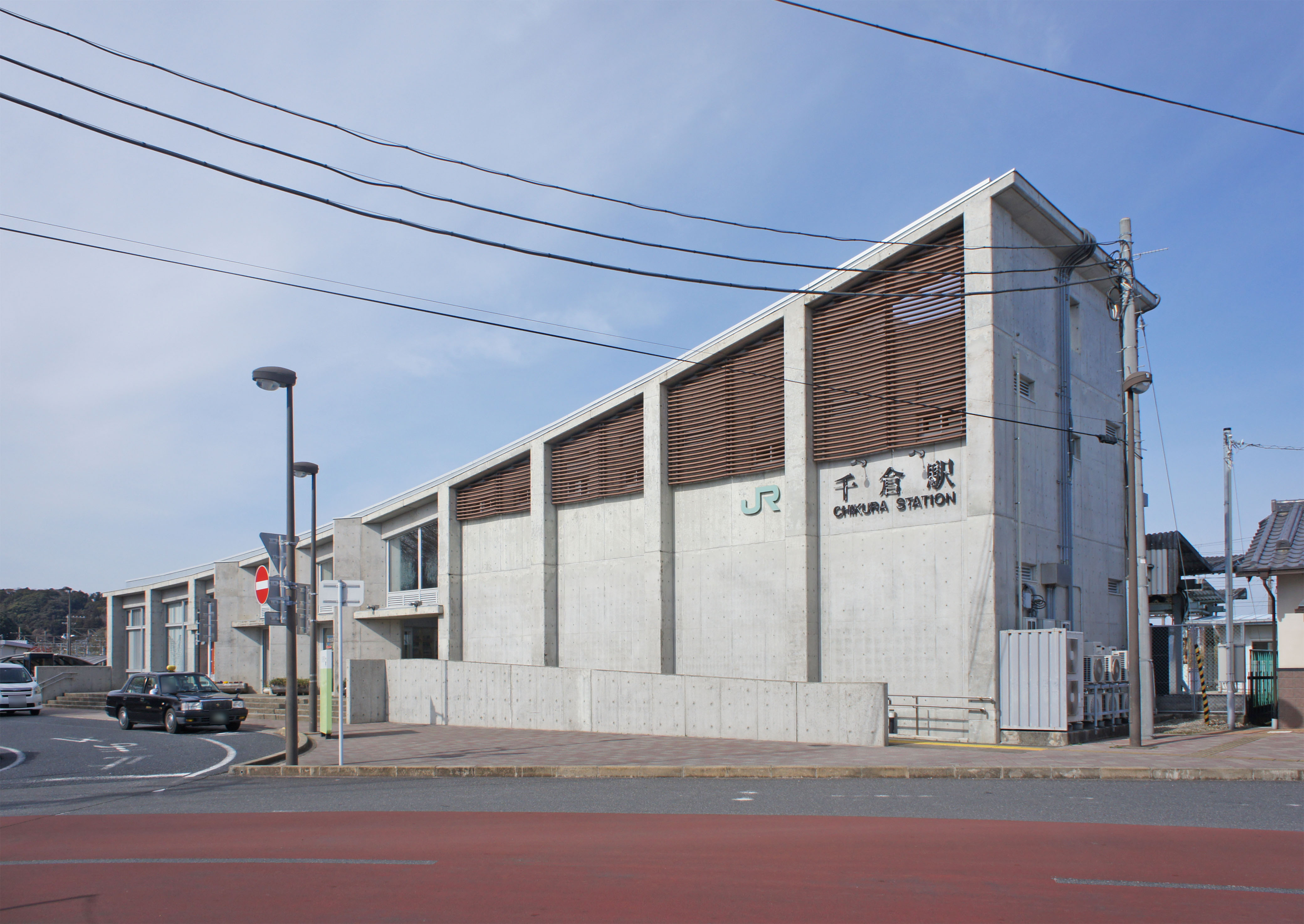
駅舎東側（2022年2月）
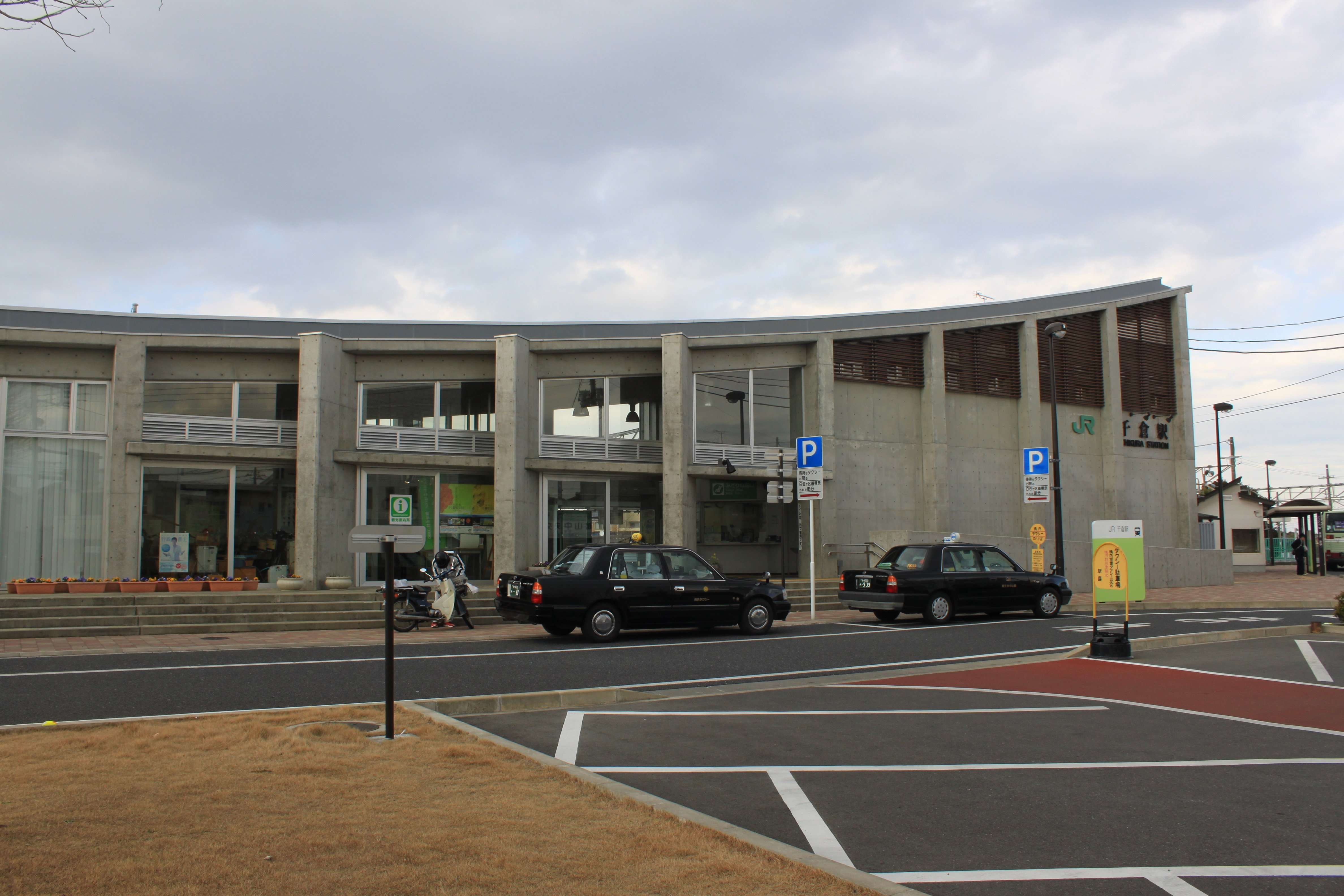
駅前タクシー乗り場（2012年2月）
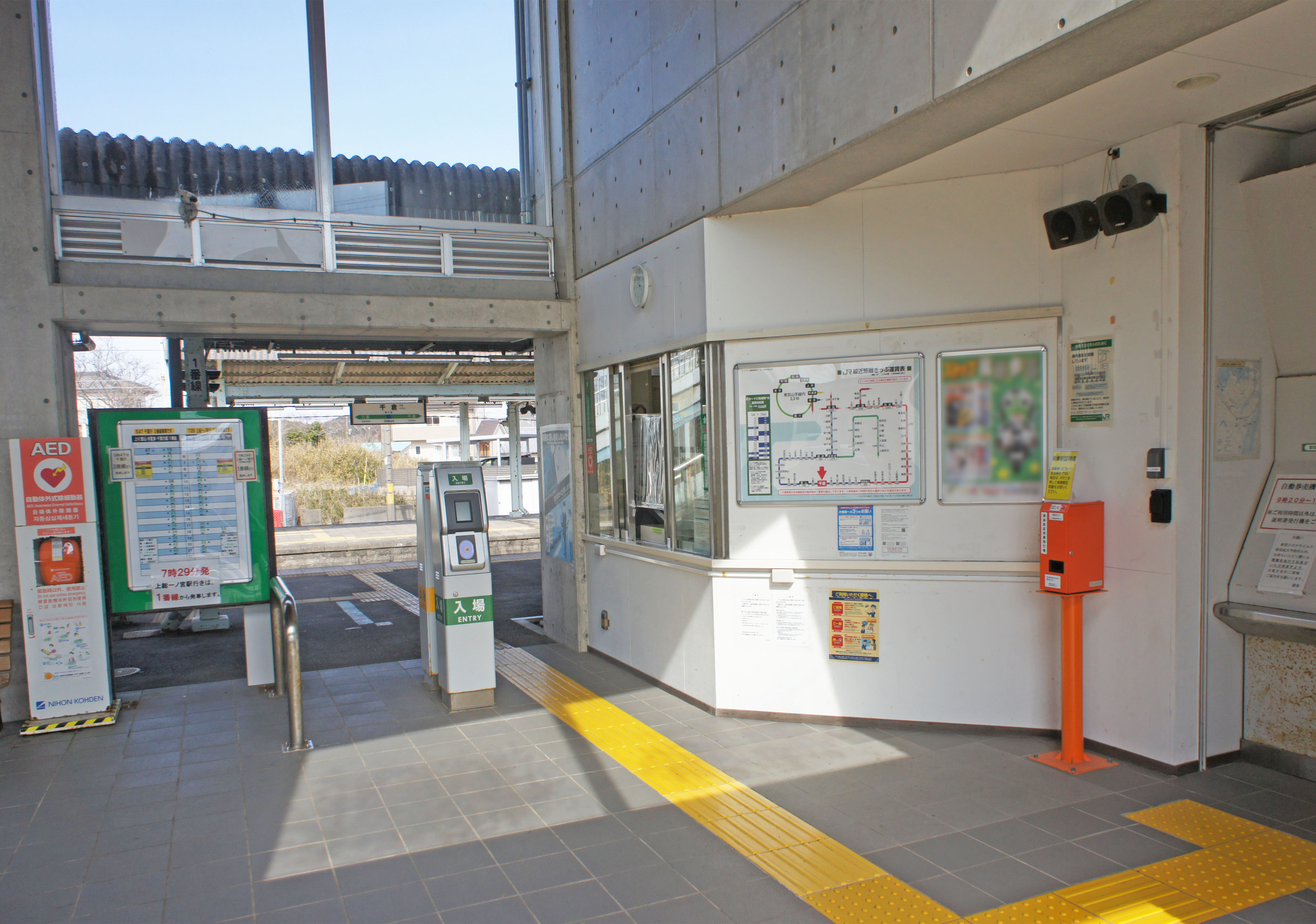
改札口（2022年2月）

### のりば
| 番線 | 路線    | 方向 | 行先           | 備考         |
| ---- | ------- | ---- | -------------- | ------------ |
| 1    | ■内房線 | 上り | 館山・千葉方面 |              |
| 2    | ■内房線 | 下り | 安房鴨川方面   |              |
| 3    | ■内房線 | 上り | 館山・千葉方面 | 一部列車のみ |

（出典：JR東日本:駅構内図）
| 運転番線 | 営業番線 | ホーム     | 安房鴨川方面着発 | 千葉方面着発 | 備考       |
| -------- | -------- | ---------- | ---------------- | ------------ | ---------- |
| 1        | 1        | 11両分     | 到着・出発可     | 到着・出発可 | 上り主本線 |
| 2        | 2        | 11両分     | 到着・出発可     | 到着・出発可 | 下り主本線 |
| 3        | 3        | 10両分     | 到着・出発可     | 到着・出発可 |            |
| 4        |          | ホームなし | 到着・出発可     | 到着・出発可 |            |

- 主本線を発着する場合は通過が可能。
- 3番線を使用する列車は朝5時台の当駅始発・千葉行きのみで、この列車は前日に到着し、留置されていた。2023年のダイヤ改正までに3番線は使用停止となっている。
- 以前は留置線と2番線にも列車が滞泊していた（2015年4月現在では滞泊車両なし）。

（出典：今尾恵介『JR東日本全線【決定版】鉄道地図帳vol.4 水戸・千葉支社管内編』学研プラス、2010年3月19日。ISBN 978-4056057652。）

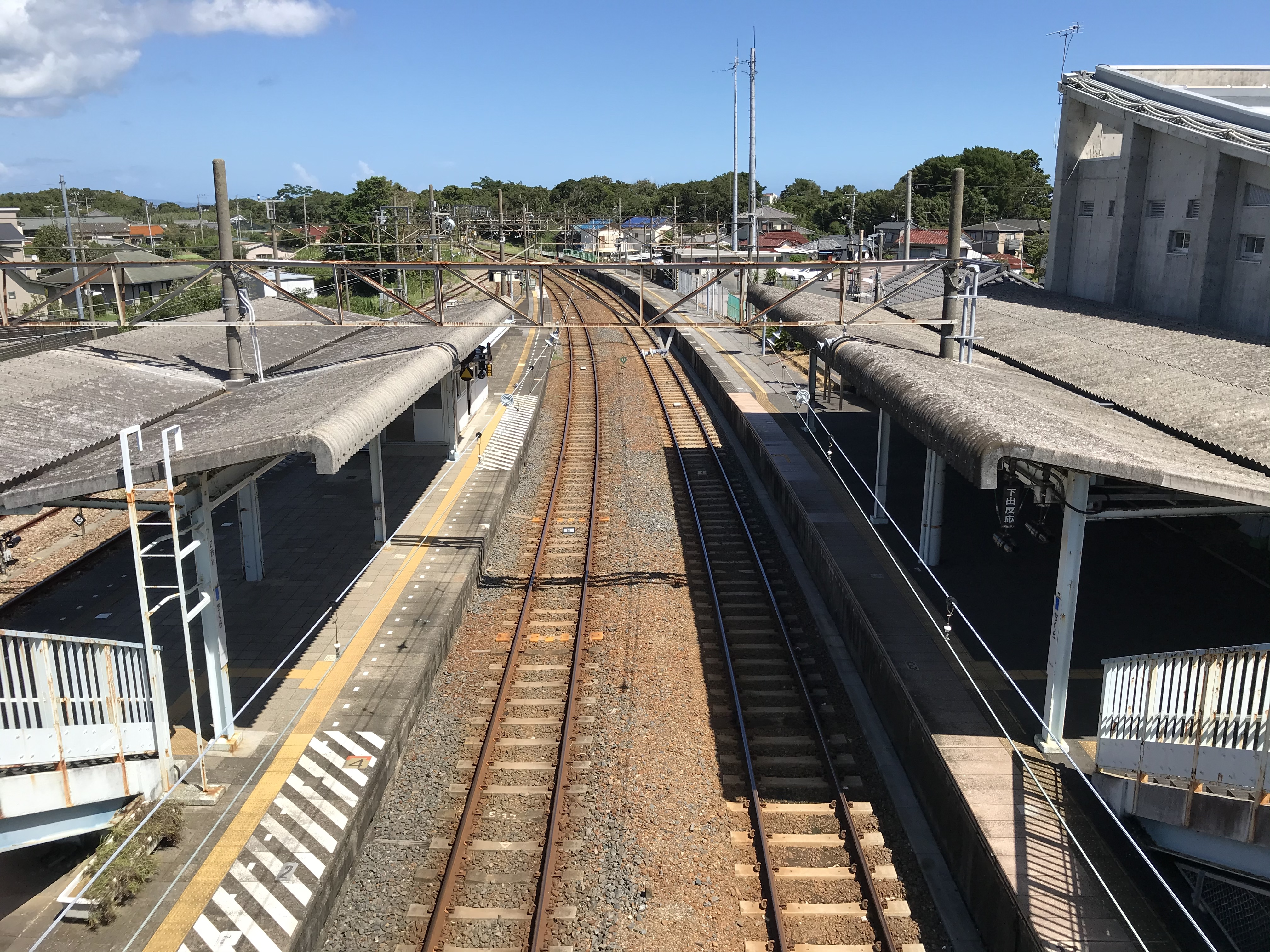
駅ホーム全景（2020年9月）
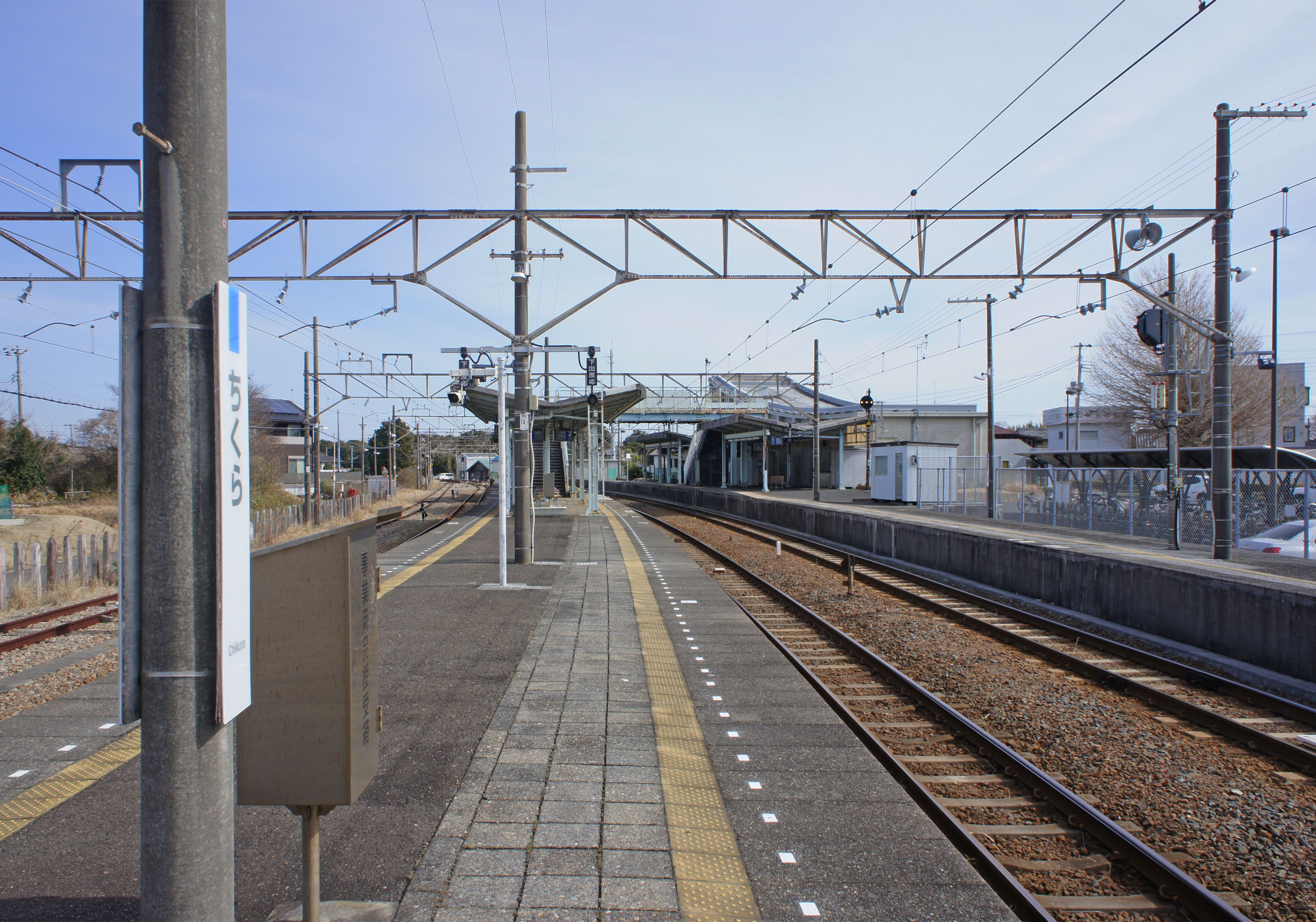
1・2番線ホーム（2022年2月）

## 利用状況
2023年度（令和5年度）の1日平均乗車人員は261人である。
JR東日本および千葉県統計年鑑によると、1990年度（平成2年度）以降の1日平均乗車人員の推移は以下の通り。
| 年度               | 1日平均 乗車人員 | 出典     |
| ------------------ | ---------------- | -------- |
| 1990年（平成02年） | 1,423            | [ * 1 ]  |
| 1991年（平成03年） | 1,422            | [ * 2 ]  |
| 1992年（平成04年） | 1,374            | [ * 3 ]  |
| 1993年（平成05年） | 1,327            | [ * 4 ]  |
| 1994年（平成06年） | 1,319            | [ * 5 ]  |
| 1995年（平成07年） | 1,239            | [ * 6 ]  |
| 1996年（平成08年） | 1,136            | [ * 7 ]  |
| 1997年（平成09年） | 1,070            | [ * 8 ]  |
| 1998年（平成10年） | 994              | [ * 9 ]  |
| 1999年（平成11年） | 920              | [ * 10 ] |
| 2000年（平成12年） | 832              | [ * 11 ] |
| 2001年（平成13年） | 790              | [ * 12 ] |
| 2002年（平成14年） | 739              | [ * 13 ] |
| 2003年（平成15年） | 711              | [ * 14 ] |
| 2004年（平成16年） | 689              | [ * 15 ] |
| 2005年（平成17年） | 696              | [ * 16 ] |
| 2006年（平成18年） | 669              | [ * 17 ] |
| 2007年（平成19年） | 649              | [ * 18 ] |
| 2008年（平成20年） | 584              | [ * 19 ] |
| 2009年（平成21年） | 558              | [ * 20 ] |
| 2010年（平成22年） | 524              | [ * 21 ] |
| 2011年（平成23年） | 457              | [ * 22 ] |
| 2012年（平成24年） | 442              | [ * 23 ] |
| 2013年（平成25年） | 438              | [ * 24 ] |
| 2014年（平成26年） | 417              | [ * 25 ] |
| 2015年（平成27年） | 406              | [ * 26 ] |
| 2016年（平成28年） | 378              | [ * 27 ] |
| 2017年（平成29年） | 349              | [ * 28 ] |
| 2018年（平成30年） | 352              | [ * 29 ] |
| 2019年（令和元年） | 338              | [ * 30 ] |
| 2020年（令和02年） | 236              |          |
| 2021年（令和03年） | 245              |          |
| 2022年（令和04年） | 253              |          |
| 2023年（令和05年） | 261              |          |

## 駅周辺

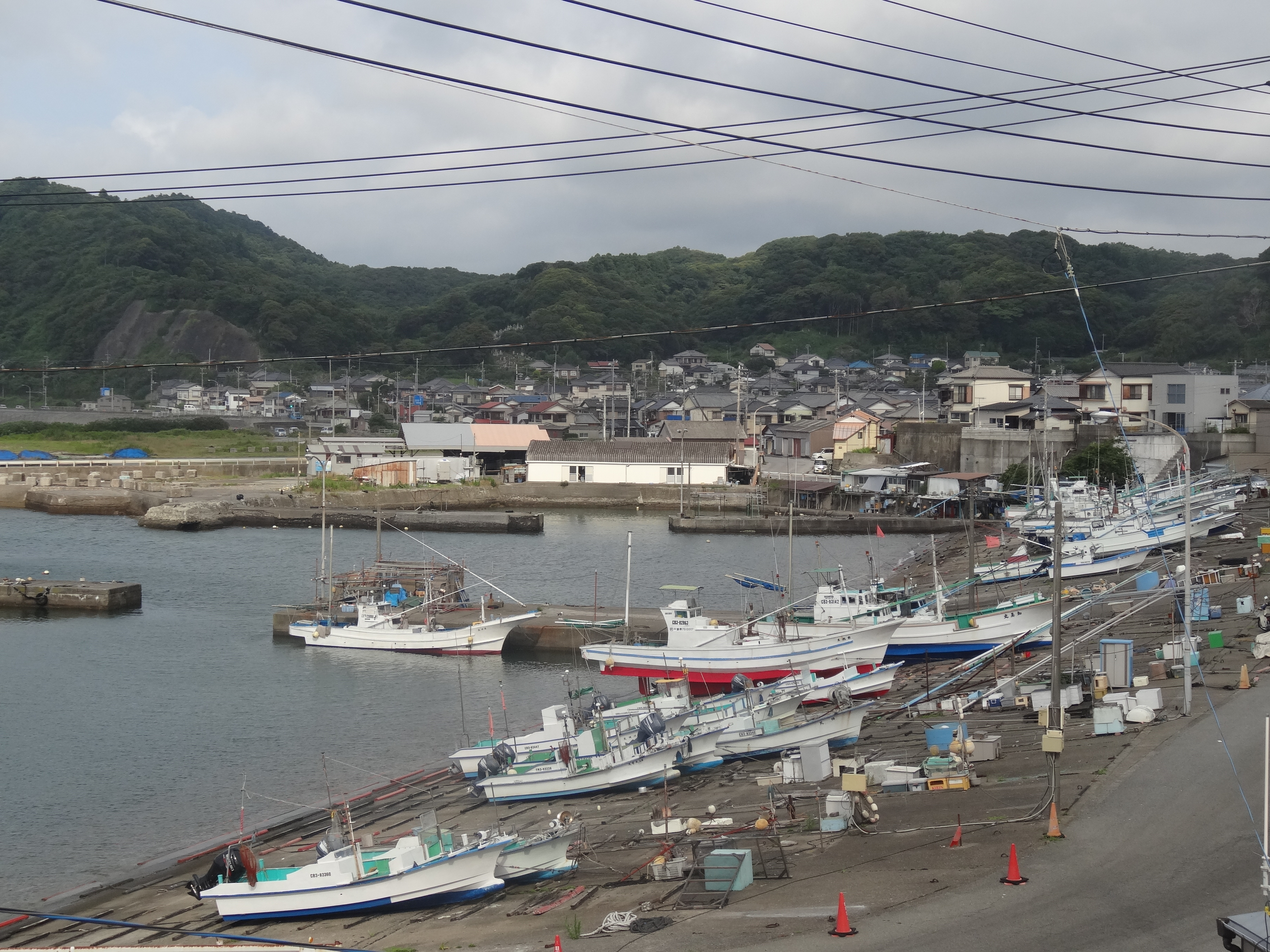
千倉漁港

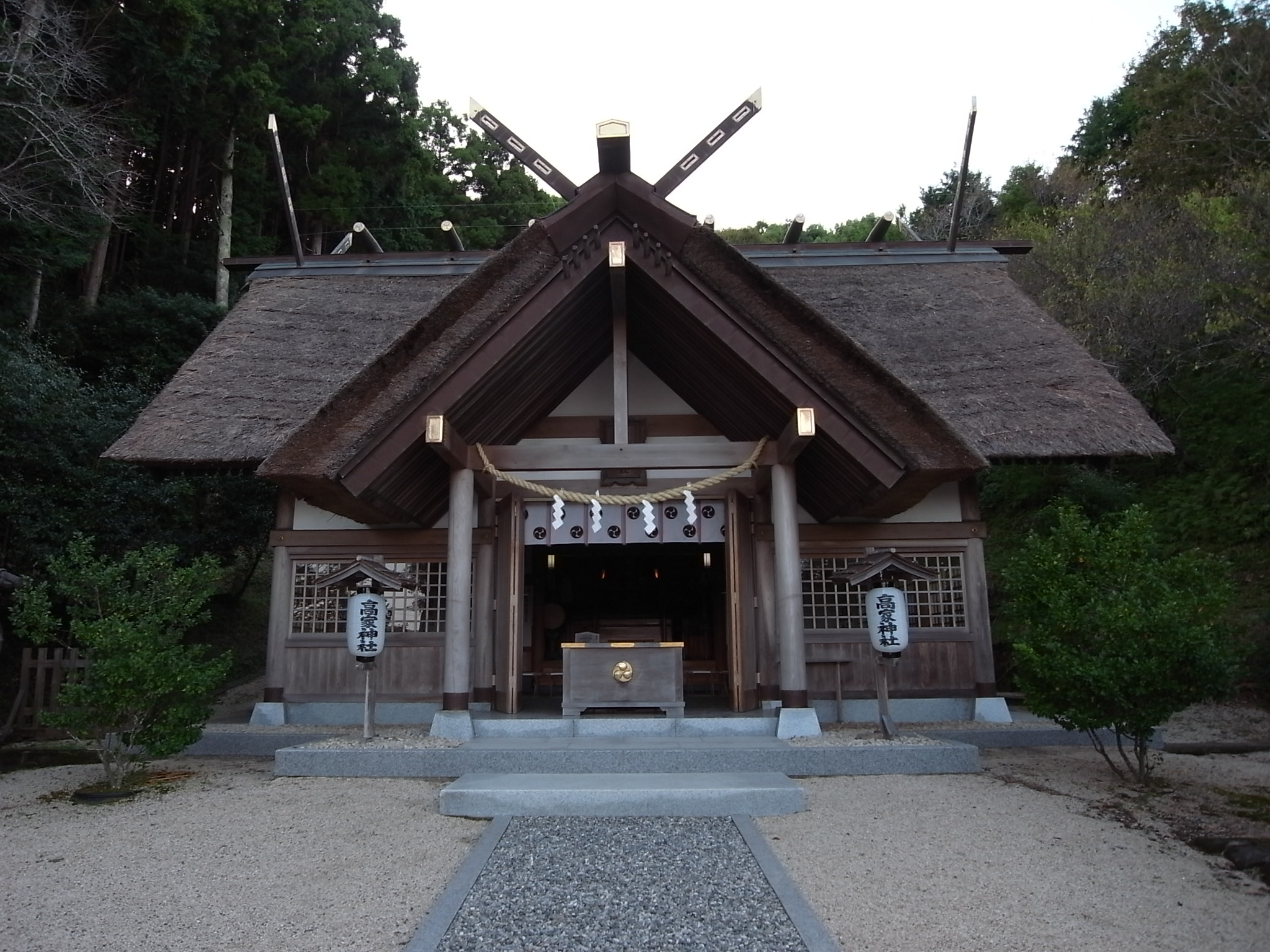
高家神社

旧千倉町の中心駅である。南房総市内で最多の人口を有する地区で、市役所は無いが行政施設が多い。
駅南側に国道410号・千葉県道241号千倉停車場線、駅西側に千葉県道187号館山千倉線が走る。千倉温泉があり、国道410号沿いには宿泊施設が点在する。
- 千倉漁港（徒歩約28分）
- 南房総市役所千倉支所（旧・千倉町役場）
- 南房総市朝夷行政センター
- 南房総市千倉衛生センター
- 南房総市立千倉中学校
- 南房総市立千倉小学校
- ゆうひが丘保育園
- 千倉図書館
- 千倉自動車教習所
- 千倉牧田郵便局
- 南房総市千倉B&G海洋センター
- KDDI千倉海底線中継所
- 下立松原神社（社山には下立松原神社元社地の石碑がある）
- 高家神社（料理の神[9]）
- 千倉総合運動公園
- おんだら山ハイキングコース
- 瀬戸浜海岸

## バス路線
千倉駅前
- JRバス関東・日東交通
  - 房総なのはな号：東京駅日本橋口行
- 日東交通・京成バス千葉イースト
  - 南総里見号：千葉みなと駅行

千倉駅
- 日東交通
  - 白浜千倉館山線：安房白浜行 / 館山駅行

## 隣の駅
東日本旅客鉄道（JR東日本）
■内房線
九重駅 - 千倉駅 - 千歳駅

### 記事本文
1. 1 2 3  曽根悟（監修） 著、朝日新聞出版分冊百科編集部 編『週刊 歴史でめぐる鉄道全路線 国鉄・JR』 31号 内房線・外房線・久留里線、朝日新聞出版〈週刊朝日百科〉、2010年2月21日、14-15頁。
2. ↑  忍足利彦 (2025年7月10日). “「関東最南端駅」の看板 地域づくり協部会メンバー 千倉の価値高まれと設置 南房総”. 房日新聞. 2025年7月13日閲覧。
3. ↑  “千鉄、銚子駅に「旅行センター」を開設 千倉駅に「みどりの窓口」も”. 交通新聞 (交通協力会):  p. 2. (1974年4月23日)
4. ↑  国鉄監修『交通公社の時刻表』1974年5月号
5. 1 2  石野哲（編）『停車場変遷大事典 国鉄・JR編 Ⅱ』JTB、1998年、620頁。ISBN 978-4-533-02980-6。
6. 1 2 3  “JR千倉駅舎が完成 きのう竣工式 観光案内所なども併設”. 房日新聞. (2007年8月9日).  オリジナルの2020年10月26日時点におけるアーカイブ。 2020年10月26日閲覧。
7. 1 2  『Suicaをご利用いただけるエリアが広がります。』（PDF）（プレスリリース）東日本旅客鉄道、2008年12月22日。オリジナルの2019年5月3日時点におけるアーカイブ。2019年7月30日閲覧。
8. 1 2  “千葉支社 「千葉運輸区」の要員を提案 6駅委託と窓口削減・要員削減も提案”.  国鉄千葉動力車労働組合. 2019年7月30日時点のオリジナルよりアーカイブ。2019年7月30日閲覧。
9. ↑  “房総の駅百景 千倉駅 花と魚の町の駅 近くに料理の神様・高家神社も”. 千葉日報 (千葉日報社):  p. 6. (1989年6月19日)

### 利用状況
1. ↑  千葉県統計年鑑 - 千葉県
2. ↑  南房総市統計書「データで見る南房総」 - 南房総市

JR東日本の2000年度以降の乗車人員
1. 1 2  各駅の乗車人員（2023年度） - JR東日本
2. ↑  各駅の乗車人員（2000年度） - JR東日本
3. ↑  各駅の乗車人員（2001年度） - JR東日本
4. ↑  各駅の乗車人員（2002年度） - JR東日本
5. ↑  各駅の乗車人員（2003年度） - JR東日本
6. ↑  各駅の乗車人員（2004年度） - JR東日本
7. ↑  各駅の乗車人員（2005年度） - JR東日本
8. ↑  各駅の乗車人員（2006年度） - JR東日本
9. ↑  各駅の乗車人員（2007年度） - JR東日本
10. ↑  各駅の乗車人員（2008年度） - JR東日本
11. ↑  各駅の乗車人員（2009年度） - JR東日本
12. ↑  各駅の乗車人員（2010年度） - JR東日本
13. ↑  各駅の乗車人員（2011年度） - JR東日本
14. ↑  各駅の乗車人員（2012年度） - JR東日本
15. ↑  各駅の乗車人員（2013年度） - JR東日本
16. ↑  各駅の乗車人員（2014年度） - JR東日本
17. ↑  各駅の乗車人員（2015年度） - JR東日本
18. ↑  各駅の乗車人員（2016年度） - JR東日本
19. ↑  各駅の乗車人員（2017年度） - JR東日本
20. ↑  各駅の乗車人員（2018年度） - JR東日本
21. ↑  各駅の乗車人員（2019年度） - JR東日本
22. ↑  各駅の乗車人員（2020年度） - JR東日本
23. ↑  各駅の乗車人員（2021年度） - JR東日本
24. ↑  各駅の乗車人員（2022年度） - JR東日本

千葉県統計年鑑
1. ↑  千葉県統計年鑑（平成3年）
2. ↑  千葉県統計年鑑（平成4年）
3. ↑  千葉県統計年鑑（平成5年）
4. ↑  千葉県統計年鑑（平成6年）
5. ↑  千葉県統計年鑑（平成7年）
6. ↑  千葉県統計年鑑（平成8年）
7. ↑  千葉県統計年鑑（平成9年）
8. ↑  千葉県統計年鑑（平成10年）
9. ↑  千葉県統計年鑑（平成11年）
10. ↑  千葉県統計年鑑（平成12年）
11. ↑  千葉県統計年鑑（平成13年）
12. ↑  千葉県統計年鑑（平成14年）
13. ↑  千葉県統計年鑑（平成15年）
14. ↑  千葉県統計年鑑（平成16年）
15. ↑  千葉県統計年鑑（平成17年）
16. ↑  千葉県統計年鑑（平成18年）
17. ↑  千葉県統計年鑑（平成19年）
18. ↑  千葉県統計年鑑（平成20年）
19. ↑  千葉県統計年鑑（平成21年）
20. ↑  千葉県統計年鑑（平成22年）
21. ↑  千葉県統計年鑑（平成23年）
22. ↑  千葉県統計年鑑（平成24年）
23. ↑  千葉県統計年鑑（平成25年）
24. ↑  千葉県統計年鑑（平成26年）
25. ↑  千葉県統計年鑑（平成27年）
26. ↑  千葉県統計年鑑（平成28年）
27. ↑  千葉県統計年鑑（平成29年）
28. ↑  千葉県統計年鑑（平成30年）
29. ↑  千葉県統計年鑑（令和元年）
30. ↑  千葉県統計年鑑（令和2年）